# Трново (Гостивар)
Трново (мкд. Трново) је насељено место у Северној Македонији, у северозападном делу државе. Трново припада општини Гостивар.

## Географски положај
Насеље Трново је смештено у северозападном делу Северне Македоније. Од најближег већег града, Гостивара, насеље је удаљено 20 km јужно.
Трново се налази у горњем делу историјске области Полог. Насеље је положено на југозападним висовима Суве горе. Надморска висина насеља је приближно 920 метара.
Клима у насељу је планинска.

## Становништво
По попису становништва из 2002. године Трново је имало 539 становника.
Претежно становништво у насељу су Албанци (100%). 
Већинска вероисповест у насељу је ислам. 